# Lo sparviero (film 1933)
Lo sparviero è un film del 1933, diretto dal regista Erle C. Kenton.